# Crossfire (programa de televisión estadounidense)
Crossfire es un programa de televisión de debate sobre eventos actuales estadounidense que se emitió en CNN del 25 de junio de 1982 al 3 de junio de 2005 y nuevamente del 9 de septiembre de 2013 al 6 de agosto de 2014. El formato fue diseñado para presentar y desafiar las opiniones de un experto políticamente liberal y un experto conservador.
Después de ocho años fuera del aire, se lanzó una nueva versión de Crossfire el 9 de septiembre de 2013. Los panelistas de la nueva edición de Crossfire fueron el expresidente de la Cámara de Representantes Newt Gingrich y la comentarista política S. E. Cupp en representación de la derecha, con la consultora política Stephanie Cutter y el abogado Van Jones en representación de la izquierda. El programa se emitió por última vez en julio de 2014 y se canceló oficialmente ese mismo año.

## Formato
El programa fue presentado por dos expertos, uno de los cuales se presentó como «de izquierda» y otro como «de derecha», para proporcionar dos lados del espectro político . El programa generalmente presentaba dos invitados adicionales de «izquierda y derecha» en cada tema de discusión. En algunas ocasiones solo se presentó un invitado. De vez en cuando, cuando los coanfitriones estaban de acuerdo en el tema destacado, aparecían dos invitados de la opinión opuesta. Más raramente, cuando los anfitriones no estaban de acuerdo con la opinión predominante de su lado, debatían con alguien de su propio campo que estaba de acuerdo.

## Historia

### Años Braden-Buchanan
El concepto comenzó en 1978 cuando Tom Braden y Pat Buchanan copresentaron un programa de radio en la radio WRC, entonces propiedad de NBC, en Washington. El programa, en el que los dos hombres debatían temas políticos, fue muy elogiado, pero sus índices de audiencia fueron bajos y, en 1982, fue cancelado. En ese momento, Reese Schonfeld, entonces presidente y director ejecutivo de CNN, estaba buscando un reemplazo para su programa de las 10 p. m. El programa puso al protagonista de las noticias más importante del día en el punto de mira, atrapado entre un periodista conservador y uno liberal. Sus índices de audiencia, que eran bajos para los estándares de la radio, eran mejores que los de CNN. Schonfeld les firmó a ambos un contrato con CNN por $75 000 cada uno.
El propietario de CNN, Ted Turner, se opuso a su contratación, pero Braden y Buchanan, con un contrato firmado, amenazaron con demandar. Turner se echó atrás y accedió a darles media hora a las 23:30.
El productor original del programa fue Randy Douthit. Fue producida por la principal ejecutiva de CNN, Gail Evans. El programa pronto ganó índices de audiencia y se elevó a un horario de 7:30 p. m. En 1985, Buchanan dejó el programa para trabajar como director de comunicaciones en la Casa Blanca de Ronald Reagan. Su reemplazo fue el columnista conservador Robert Novak, quien ya tenía un programa de entrevistas en CNN y en ese momento también era un habitual en The McLaughlin Group. En 1987, Buchanan regresó al programa, reemplazando a Novak. En 1989, Braden fue reemplazado por Michael Kinsley, un columnista liberal de la revista Time y editor de The New Republic.

### Años después
A fines de 1991, Buchanan abandonó el programa para buscar la nominación del Partido Republicano a la presidencia en 1992 y fue reemplazado por John Sununu en el escaño conservador. Buchanan regresó en 1993 y alternó con Sununu. En 1995, Buchanan volvió a dejar el programa para perseguir una candidatura fallida por la nominación republicana a la presidencia de 1996. Novak regresó al espectáculo alternando con Sununu a la derecha. Aproximadamente al mismo tiempo, CNN comenzó una edición de fin de semana del programa Crossfire Sunday. Los anfitriones iniciales fueron Bob Beckel a la izquierda y Tony Snow a la derecha. Después de unos meses, Snow se fue al recién formado Fox News, para ser reemplazada por Lynne Cheney.
Kinsley dejó el programa a fines de 1995 y, a principios de 1996, CNN seleccionó a dos presentadores para alternar a la izquierda: Geraldine Ferraro y Bill Press. En 1997, Buchanan volvió nuevamente al programa, reemplazando a Novak por la derecha. A fines de año, Ferraro dejó el programa y Press se convirtió en el representante de tiempo completo de la izquierda. Un mes después, Sununu dejó el programa y Novak regresó alternando con Buchanan. En febrero de 1998, se canceló Crossfire Sunday.

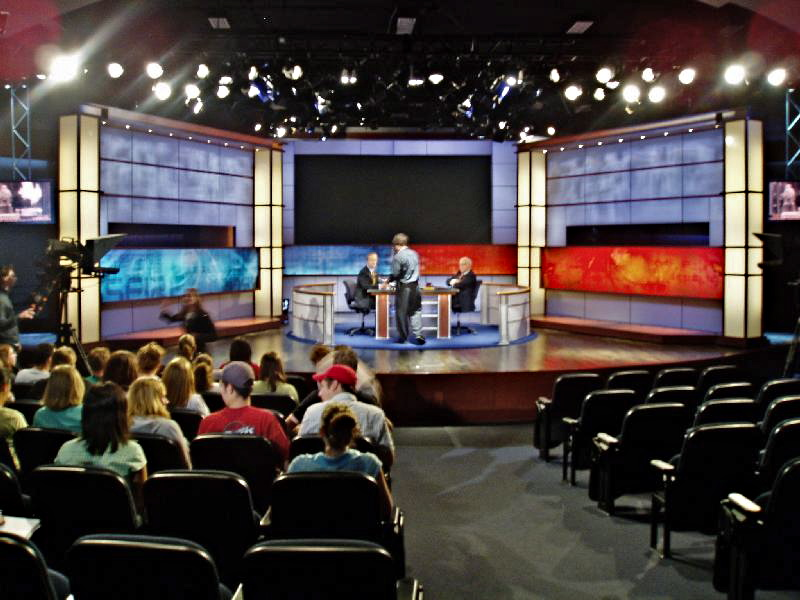
Estudio de Crossfire en la Universidad George Washington en 2005.

En 1999, Buchanan abandonó el programa por última vez y Mary Matalin fue su reemplazo, alternando con Novak en la derecha. Sin embargo, el programa comenzó a perder audiencia, con la creciente popularidad de alternativas como Hannity & Colmes en Fox News y Hardball en MSNBC. En 2001, Matalin dejó el programa para unirse al personal de la Casa Blanca y fue reemplazada por Tucker Carlson.
En 2002, la duración del programa se incrementó a una hora. El programa se presentó en vivo desde la Universidad George Washington en Washington D. C., y contó con una audiencia de estudio en vivo. Novak y Carlson conservaron sus espacios como anfitriones alternos a la derecha. Paul Begala y James Carville reemplazaron a Press a la izquierda. El nuevo estilo no obtuvo una buena calificación y, en abril de 2003, Crossfire se redujo a solo media hora y pasó del horario de máxima audiencia a un horario vespertino.

### Aparición de Jon Stewart
El 15 de octubre de 2004, Jon Stewart, entonces presentador de The Daily Show, apareció en el programa para promocionar su libro America (The Book): A Citizen's Guide to Democracy Inaction. Usó su aparición en el programa para criticar el formato de Crossfire y el estilo de argumentos presentados en el programa. Dijo que el programa no cumplió con su responsabilidad ante el discurso público y se entregó a la piratería partidista, reduciendo la cobertura noticiosa de temas importantes a una serie de puntos de conversación de ambos extremos del espectro político: «Está perjudicando a Estados Unidos. Esto es lo que quería decirles, muchachos: deténganse».
Carlson intentó contrarrestar las críticas de Stewart leyendo ejemplos de preguntas que Stewart le había hecho al entonces candidato presidencial John Kerry durante su reciente entrevista en The Daily Show, como «¿Cómo te va?» y «¿Alguna vez has volteado en tus opiniones?». Stewart argumentó que, a diferencia de Carlson y Begala, él era un comediante, no un periodista y, por lo tanto, no era su función realizar entrevistas contundentes. Begala defendió el programa sobre la base de que estaba destinado a ser un foro de debate, a lo que Stewart respondió que llamar a Crossfire un programa de debate era «como decir que la lucha libre profesional es un programa sobre competencia atlética». Durante el intercambio, Carlson le dijo a Stewart: «Creo que eres más divertido en tu programa. Solo mi opinión», a lo que Stewart respondió: «¿Sin embargo, sabes lo que es interesante? Eres tan idiota en tu programa como lo eres en cualquier programa».
Después de su aparición, las transcripciones y las secuencias en vivo se publicaron en Internet y se vieron y discutieron ampliamente. En un momento en que el promedio de espectadores del programa era de unos 615 000, el episodio atrajo a 867 000 espectadores. Stewart declaró más tarde: «Realmente no era mi intención ser perjudicial. Realmente pensé que tendríamos una tontería sobre lo terrible que es el programa en la parte superior y seguir adelante, pero... la combinación de su obstinación y mi nivel bajo de azúcar en la sangre no resultó en nada bueno».

### Cancelación
En enero de 2005, el nuevo presidente y director ejecutivo de CNN, Jonathan Klein, anunció la cancelación de Crossfire. Klein también anunció que no renovarían el contrato de Carlson. Carlson afirmó que fue él quien decidió irse para tomar un trabajo en MSNBC. En el comunicado de prensa que contiene el anuncio, Klein indicó que quería cambiar el tono de los programas en la cadena, y en entrevistas dijo que simpatizaba con las críticas de Jon Stewart a Crossfire. Klein afirmó que «quería alejar a CNN de lo que él llamó 'programas de debate de cabezazos'». El último episodio se emitió el 3 de junio de 2005 y los expertos de Crossfire comenzaron a aparecer en Inside Politics el lunes siguiente antes de trasladarse al sucesor de ese programa, The Situation Room. Sin embargo, el set en GWU de Crossfire permaneció en uso para el programa de fin de semana de CNN On The Story, que tenía un formato de interacción con la audiencia.

### Renacimiento
Se anunció un renacimiento de Crossfire el 26 de junio de 2013, para un estreno a fines de 2013, con los panelistas Newt Gingrich, S. E. Cupp, Stephanie Cutter y Van Jones. CNN anunció un lanzamiento el 9 de septiembre, al final del receso del Congreso y una probable propuesta de la Casa Blanca para tomar alguna medida contra Siria.
La nueva versión se diferenció de la versión original en que el segmento final, llamado «Cease Fire», ofrecerá «una oportunidad para que los anfitriones busquen puntos en común al final del programa». Tampoco hay audiencia, dejando de lado el formato en la iteración de la primera versión en los últimos años para evitar que los panelistas «jueguen para la audiencia».
Debido a la cobertura de CNN de la desaparición del vuelo 370 de Malaysia Airlines, Crossfire se puso en «pausa temporal» el 11 de marzo de 2014; En su lugar, se emitió una media hora adicional de The Situation Room. Crossfire regresó a la alineación de CNN el 1 de mayo de 2014. Tras el incidente del vuelo 17 de Malaysia Airlines a mediados de julio de 2014, Crossfire volvió a hacer una pausa. El 15 de octubre de 2014, coincidentemente, el décimo aniversario de la aparición de Stewart, el programa se canceló oficialmente por segunda vez.